# 小玫瑰脂鯉
小玫瑰脂鯉（学名：Rhoadsia minor）為輻鰭魚綱脂鯉目脂鯉亞目脂鯉科的其中一個種。分布於南美洲厄瓜多西部太平洋岸淡水流域，體長可達10.4公分，棲息在底中層水域，生活習性不明。
其种加词“minor”意为“较小的”。